# 崔郾
崔郾（8世紀—836年），字廣略，貝州武城縣（今河北省衡水市故城縣）人，出自清河崔氏的清河小房，崔陲之子。崔邠之弟，崔鄯、崔鄲之兄。

## 生平
進士出身，擔任集賢殿校書郎。遷吏部員外郎。元和十三年（819年），再升任吏部郎中，參修《元和格後敕》。唐敬宗時，遷翰林院侍講學士，轉中書舍人，撰有《諸經纂要》十卷。後遷禮部侍郎。大和二年（828年），掌東都（洛陽）選試，吳武陵向他推薦杜牧。大和四年（830年），出京擔任陝虢觀察使。大和五年（831年），轉任鄂岳觀察使。大和九年（835年）七月，移鎮浙西。開成元年（836年）卒。

## 子孫
- 崔瑀
  - 崔義進，字待舉
- 崔瑤，字韞中，鄂岳觀察使
- 崔瑾，字休瑜，湖南觀察使
  - 崔廷表，字漢臣
  - 崔廷憲，字舜舉
- 崔璆，字致美，黃巢大齊同平章事